# Stentjärnen (Lillhärdals socken, Härjedalen)
Stentjärnen är en sjö i Härjedalens kommun och Älvdalens kommun i Härjedalen och ingår i Dalälvens huvudavrinningsområde. Sjön har en area på 0,0759 kvadratkilometer och ligger 655 meter över havet. Sjön avvattnas av vattendraget Granan.

## Delavrinningsområde
Stentjärnen ingår i det delavrinningsområde (684617-137923) som SMHI kallar för Utloppet av Översjön. Medelhöjden är 668 meter över havet och ytan är 12,63 kvadratkilometer. Det finns inga avrinningsområden uppströms utan avrinningsområdet är högsta punkten. Granan som avvattnar avrinningsområdet har biflödesordning 2, vilket innebär att vattnet flödar genom totalt 2 vattendrag innan det når havet efter 436 kilometer. Avrinningsområdet består mestadels av skog (24 procent) och sankmarker (66 procent). Avrinningsområdet har 1,12 kvadratkilometer vattenytor vilket ger det en sjöprocent på 8,8 procent.